# ISAKOS
ISAKOS (International Society of Arthroscopy, Knee Surgery and Orthopaedic Sports Medicine)는 약 4,000 명의 회원을 보유한 국제적인 의학회이다. 회원들은 대부분 스포츠 과학자, 스포츠의학 전문의 및 스포츠 물리치료사와 더불어 정형외과 전문의로 구성된다. 회원들의 국적은 약 92 개국으로 다양하며, 이 학회의 회원들은 자신들의 국가 또는 지역의 정형외과 스포츠의학회 또는 이와 유사한 학회의 회원들이다. 회원들 중에는 Arthroscopy Association of North America (AANA), American Orthhopedic Society for Sports Medicine (AOSSM), Asia-Pacific Knee, Arthroscopy and Sports Medicine Society (APKASS), European Society for Sports Traumatology, Knee Surgery and Arthroscopy (ESSKA), Sociedad Latinoamericana de Artroscopia, Rodilla y Deporte (SLARD) 등과 같은 지역별 국제적 정형외과 스포츠의학회에도 가입되어 있는 사람들도 있다.
ISAKOS의 설립 취지는 이들 지역적 학회들간의 지식교류의 수단을 제공하고, 무엇보다도 슬관절수술 및 정형외과 스포츠의학 분야의 교육 기회가 부족한 세계 각지로까지 이 분야들의 교육을 확대하고 촉진하기 위해, 그러한 지역적 학회들에 대한 상위조직의 역할을 하는 것이다. 이러한 목표들을 달성하기 위해 ISAKOS가 사용하는 주요한 수단들은 회원들의 교육적 모임 참여, 경제적으로 취약한 국가의 외과 전문의들의 우수한 의료센터의 방문에 대한 후원, 그 외 어워드 및 장학금 수여, 그리고 지역적 학술행사에 대한 지지 등이다.
관절경 수술 (arthroscopy 또는 arthroscopic surgery)은 관절(joint) 부위에 행하는 최소침습수술(minimally invasive surgical procedure)이며, 작은 절개 부위를 통해 관절에 삽입하는 내시경(endoscope)인 관절경(arthroscope)을 사용하여 행하는 수술적 치료 또는 검사를 말한다.
스포츠의학 (sports medicine)은 스포츠-운동의학 (sport and exercise medicine, SEM)이라고도 하며, 스포츠(sports) 및 운동(exercise)과 관련된 손상의 예방 및 치료에 관한 의학(medicine) 분야이다.

## 역사
ISAKOS는 1995년 홍콩에서 개최된 국제관절경학회 (International Arthroscopy Association, IAA)와 국제슬관절학회 (International Society of the Knee, ISK)의 공동 학술대회에서 설립되었다. 이 두 학회는 그 이전에 연이어 학술모임들을 개최하곤 하였으며, 대부분의 참석자들이 두 가지 행사에 모두 참석함에 따라 두 학회를 결합하는 것이 자연스러운 귀결이 되었다. ISAKOS는 위에 언급한 두 가지 국제적인 학회(IAA와 ISK)의 연합의 결과로 설립되었다. ISAKOS는 국제적인 학술대회를 격년제로 2년마다 개최하며, 1995년에 학회가 설립된 이래 ISAKOS의 학술대회는 전 세계 도처에서 개최되었다. ISAKOS의 첫 번째 회장은 1995년부터 1997년까지 회장직을 수행한 캐나다의 Peter J. Fowler 박사였다.
2015-17년에는 프랑스의 Philippe Neyret 박사가 회장직을 수행했으며, 그 뒤를 이어 2017-19년에는 미국의 Marc Safran 박사가 회장직을 수행했다. 현재는 남아공의 Willem van der Merwe 박사가 회장직을 맡고 있으며 임기는 2021년까지이다.

## 회원 자격 및 구분
ISAKOS는 스포츠 정형외과 및 이와 관련된 의학 및 과학 분야에 관심이 있는 개인들로 구성된 진정한 국제적 의학회이다. 정형외과 스포츠의학과 관련된 의학 및 과학 분야에는 슬관절 수술, 모든 종류의 관절에 대한 관절경수술 및 정형외과 스포츠의학이 포함된다. 회원가입을 신청하는 사람들은 주요 지역적 학회 중 하나에도 회원으로 가입되어 있는 경우가 매우 일반적이다. 주요 지역적 학회들로는 Arthroscopy Association of North America (AANA), American Orthhopedic Society for Sports Medicine (AOSSM), Asia-Pacific Knee, Arthroscopy and Sports Medicine Society (APKASS), European Society for Sports Traumatology, Knee Surgery and Arthroscopy (ESSKA), Sociedad Latinoamericana de Artroscopia, Rodilla y Deporte (SLARD) 등이 있다. 회원들은 또한 자신들의 해당 지역 또는 국가의 정형외과 스포츠의학회 와 같은 조직의 회원이기도 하다. 실제로, 그러한 협회의 회원인 경우에는 신청 즉시 ISAKOS의 준회원 자격을 획득할 수 있다.
회원은 다음과 같이 두 가지로 구분된다

### 준회원
의학 또는 과학 분야에 관심이 있거나 관련된 능력을 보유하고 있으며, 관절경 검사/수술, 슬관절 수술 및 정형외과 스포츠의학 분야에 관심을 가지고 있는 사람은 누구나 준회원으로 회원가입을 신청할 수 있다. 준회원은 학회의 활동 및 운영에 대한 표결권이나 임원 선출에 대한 선거권이나 피선거권이 없으며 ISAKOS에서 직책을 맡을 수 없다.

### 정회원
정회원들은 정형외과 전문의, 근골격계질환 외과 전문의 또는 류마티스 전문의이거나 해당 국가에서 이와 동등한 자격을 갖추고 있으며, ISAKOS 회원관리위원회가 해당 국가 또는 지역의 관련 학회에서 우수한 의료적 지위를 가지고 있다고 판단한 개인들로 구성된다. 정회원은 학회 회원들의 모든 회의에서 표결권 및 선거권을 가지고, ISAKOS에서 직책을 맡을 수 있다. 정회원 가입여부는 회원관리위원회의 회의에서 가입신청에 대한 검토를 통해 결정된다. 회원관리위원회는 모든 연례 AAOS 회의 및 ISAKOS 학술대회에서 회합을 갖는다.

## 어워드
연구의 우수성을 증진하고 학회의 이익이나 발전에 기여한 사람들에게 그 업적을 기리기 위해, ISAKOS에서는 여러 어워드들을 수여한다. 이 상들은 격년으로 개최되는 학술대회에 제출되는 다양한 범주의 독창적인 논문들에 수여된다. 이 상들은 학술대회에서 수여되며 학회지 및 ISAKOS 웹사이트에 공지된다.
ISAKOS가 수여하는 어워드들 중 다수는 저명한 현재 및 과거의 ISAKOS 회원들 및 스포츠의학 관련 수술 분야의 저명한 원로들에게 수여되며, 그 외 어워드들은 연구비지원, 펠로우십 및 ISAKOS가 후원하는 다양한 학술모임 참석에 대한 재정적 지원을 제공한다.
ISAKOS의 기본 소명에 따라, 연구비 및 장학금의 수혜자를 선정할 때, 다른 조직이나 다른 방식으로는 그러한 기회가 주어질 가능성이 낮은 국가들에 속한 개인들이 우선적으로 고려된다.
ISAKOS가 수여하는 어워드는 다음과 같다.
어워드 목록
·    John J. Joyce 어워드 - 관절경 분야 최우수 논문에 수여
·    Richard B. Caspari 어워드 - 상지관절 분야 최우수 논문에 수여
·    Jan I. Gillquist 과학 어워드 - 최우수 과학연구에 수여
·    Gary G. Poehling 어워드 - 주관절, 완관절, 수부 분야 최우수 논문에 수여
·    Albert Trillat 젊은 연구자 어워드 - 최우수 젊은 임상연구자에 수여
·    아킬레스건 정형외과 스포츠의학 연구 어워드 - 스포츠의학 분야 최우수 연구에 수여
·    Paolo Aglietti 어워드 - 슬관절 치환술 분야 최우수 연구에 수여
·    슬개대퇴관절 최우수 연구 어워드 - 슬개대퇴관절 분야 최우수 연구에 수여
펠로우십 및 장학금
·    ISAKOS 글로벌 트래블링 펠로우십
·    슬개대퇴관절 트래블링 펠로우십
·    국제 스포츠의학 펠로우 컨퍼런스 장학금
·    교수 센터 장학금
·    ISAKOS 연구비지원 임상연구 세션
·    ISAKOS 젊은 연구자 장학금 및 연구 멘토링 프로그램
위 어워드들 및 장학금들에 대한 신청은 보통 격년으로 개최되는 학술대회가 개최되기 1년 전에 받는다.

## 교육활동
ISAKOS에서 중점을 두는 교육활동은 정형외과 스포츠의학, 관절경 검사/수술 및 슬관절 수술 분야의 교육이다. 이 목표를 달성하기 위해 ISAKOS가 사용하는 주요한 4 가지 수단은 다음과 같다. 첫째, 격년으로 개최되는 ISAKOS 학술대회, 둘째, 출판물이 결과물로 도출되는 집중적 전문가 합의회의, 세째, ISAKOS 웹사이트에서 제공되는 교육과정들 및 수술기법들, 그리고 마지막으로는, 세계 도처의 유사한 교육 취지를 가진 다른 많은 과정에 대한 승인을 통한 참여가 있다. ISAKOS는 또한 펠로우십 프로그램들의 브랜딩을 허용하고 특정 교육적 트래블링 펠로우십을 재정적으로 지원한다.
격년 개최 학술대회
이것은 ISAKOS 일정에서 가장 중요한 행사로, 학회의 많은 활동이 이 국제 학술대회의 계획 및 조직에 집중된다. ISAKOS의 여러 분과위원회들은 프로그램 위원회와 프로그램 위원장의 감독 하에 학술대회의 구조, 형식 및 내용에 대한 의견을 내고 그것들에 대한 결정에 참여한다. 학술대회는 자유연제 발표를 위한 포럼 형식으로 진행되며 논문 초록은 보통 12 개월 전에 미리 제출되어야 한다. 구두발표를 위한 논문 선정에 대한 경쟁이 치열하며 이는 프로그램의 질을 보장한다.
또한 학술대회 프로그램에는 국제적인 전문가가 주도하는 특정 주제에 대한 교육 과정들과 최근 관심 주제에 대한 심포지엄들이 포함된다. 또한 최근 몇 년간은 라이브 수술 시연 및 ‘실습 워크숍’도 학술대회 프로그램에 포함되었다.
포스터 발표는 이제 전자식으로 제공되며 학술대회 참여자는 등록 시 포스터 발표들의 전자 사본을 받는다. 보다 최근에는 학술대회에서 전용 앱을 제공하여 학술대회 참가자들이 초록들을 미리보고 학술대회에서의 참여 여부를 계획할 수 있도록 하였다.
또한 학술대회 프로그램에는 최근 이슈에 대한 토론을 위한 세션, 기술 전시회 및 국제적인 업무상 연락처 및 지인들을 형성하는데 있어 중요한 역할을 하는 인적 네트워크 형성을 위한 시간도 포함된다.
2년마다 개최되는 ISAKOS 학술대회는 가장 권위 있는 국제적 정형외과학회 학술행사 중 하나로 간주된다. 이 학술대회는 참석자들이 관절경, 슬관절 수술 및 스포츠의학 분야의 최신 기술 및 발전에 관한 정보를 공유하고 토론하고 배울 수 있는 특별한 기회를 제공한다. 이 학술대회는 일반적으로 5월 또는 6 월에 총 5일 동안 개최되며, 우수한 연구성과를 거둔 임상연구 또는 비임상시험연구에 대한 여러 ISAKOS 어워드들이 이 학술대회 중에 수여된다. 가장 최근의 ISAKOS 학술대회는 2017년 중국 상하이에서 열렸으며, 84개 국가로부터 4000 명이 넘는 참석자가 참여했으며, 256편의 논문과 753 편의 전자 포스터가 발표되었다.
ISAKOS는 또한 슬관절 손상 또는 그 외의 스포츠와 관련된 관심 의학분야에 중점을 두고 연중 여러 학술모임을 지원하고 협력한다. 또한, ISAKOS는 전 세계의 수많은 다른 교육과정에 대한 인증을 제공한다.
집중적 전문가 합의회의
ISAKOS의 임상위원회는 공통 관심사를 가진 다국적 회원들로 구성된다. 이 위원회는 토론을 위한 이상적인 포럼을 제공하며 종종 해당 전문분야와 관련된 여러 문제들을 해결하기 위한 이상적인 포럼을 제공하기도 한다. 임상위원회는 종종 특정 문제를 해결하거나 특정 주제를 논의하기 위해 회의를 소집한다. ISAKOS 회원 여부에 관계없이 세계 도처의 전문가들이 이러한 회의에 초청되며 일반적으로 합의가 도출된다.
이러한 합의회의의 결과로 나오는 것은 일반적으로 논의 주제에 관한 출판물이다. 논쟁의 여지가 있는 주제에 대한 이러한 국제적 합의는 단일 전문가의 의견보다 특정 문제에 대해 더 많은 숙고를 거친 해결안이라고 할 수 있다.
합의회의의 결과물에 해당하는, 많은 ISAKOS의 파생 출판물들은 회원들이 이용할 수 있으며, 그 중 다수는 정형외과 관련 문헌들을 통해 출판된 것들이다.
교육과정 강의 및 외과수술기법 비디오
ISAKOS 웹사이트 및 글로벌 링크를 통해 회원들은 최근의 주요 주제들에 관한 많은 교육용 비디오를 볼 수 있으며, 외과수술기법에 관한 비디오도 제공된다. 이들 중 다수는 이전 학술대회 세션들이 진행되는 동안 녹화된 것이며, 그 외 자료들은 ISAKOS 회원들을 위해 외과 전문의들이 개인적으로 제공한 것이다.
ISAKOS 승인 학술모임
지역적 학회들은 지역적인 학술모임을 개최하여 회원들 및 해당 국가 또는 다른 국가들의 참가자들을 초청할 수 있다. 이러한 지역적 학회들은 ISAKOS에 자신들의 학술행사의 프로그램을 승인해줄 것을 신청할 수 있다. 이러한 승인여부는 과학위원회에 의해 결정되며 ISAKOS의 승인을 받는 경우 해당 지역적 학회는 그 사실을 광고할 수 있다. 이러한 승인은 승인된 학술행사의 과학적 성격에 대해 어느 정도 향상된 신뢰성을 제공할 것으로 기대된다.

## 참고 문헌
1.^ "Past Presidents". Retrieved 10 November 2017.
2.^ "ISAKOS Board of Directors". www.isakos.com. Retrieved 2019-09-08.